# Fremdsprachenforschung
Der Begriff Fremdsprachenforschung fasst alle fremdsprachenbezogenen Forschungsaktivitäten zusammen. Ihr zentraler Forschungsbereich ist der Erwerb und der Gebrauch von Fremd- bzw. Zweitsprachen in natürlichen sowie in unterrichtlich gesteuerten Lernsituationen. Dabei spielt sowohl die Struktur von Sprachen und von sprachlicher Kommunikation als auch die der jeweiligen Sprecher- und Kulturgemeinschaft(en) eine Rolle.

## Hintergrund
Neben den etablierten Wissenschaftsbereichen der Fremdsprachendidaktik und der Fremdsprachenlehr- und -lernforschung (oft verkürzt zu „Sprachlehrforschung“) wurde ab Ende der 1980er Jahre im Zuge der Gründung der Deutschen Gesellschaft für Fremdsprachenforschung (DGFF) der Begriff „Fremdsprachenforschung“ eingeführt, „und zwar mit der Absicht, einen Forschungsbereich zu benennen, der nicht mit einer bestimmten institutionalisierten Fachrichtung verbunden ist. Sowohl Sprachlehrforscher, Zweitsprachenerwerbsforscher als auch Fremdsprachendidaktiker können also unter dem 'organisatorischen Dach' der Fremdsprachenforschung zusammenarbeiten (Timm und Vollmer 1993).“ Der Begriff wurde jedoch – unsystematisch – schon davor verwendet.

## „Fremdsprachenforschung“ als Oberbegriff
Die Deutsche Gesellschaft für Fremdsprachenforschung nennt auf ihrer Website die folgenden Themenkomplexe der Fremdsprachenforschung:
- Lehren und Lernen von Fremdsprachen in institutionellen Kontexten;
- Erwerb und Gebrauch von Zweitsprachen;
- Mehrsprachigkeit;
- Sprachenlernen und Interkulturelles Lernen.[4]

Genau dies sind die Gegenstandsbereiche der Fremdsprachendidaktik und der Fremdsprachenlehr- und -lernforschung, die als solche – historisch etabliert – auch in den Hochschulen durch entsprechende Professuren verankert sind. In diesem Sinne kann man den Begriff „Fremdsprachenforschung“ als Oberbegriff für diese Disziplinen sehen.